# Liam Ridgewell
Liam Matthew Ridgewell (født 21. juli 1984 i London, England) er en engelsk fodboldspiller, der pt. ingen klub har, efter hans seneste klub, West Bromwich Albion, offentliggjorde den 16. maj 2014, at de ikke ville forlænge Liam Ridgewells kontrakt. 